# Carrossel 2: O Sumiço de Maria Joaquina
Carrossel 2: O Sumiço de Maria Joaquina é um filme brasileiro lançado em 7 de julho de 2016, baseado na telenovela homônima, que por sua vez foi baseada na telenovela mexicana Carrusel, de 1989. É também o segundo filme da cinessérie baseada na novela, que foi iniciada com o filme anterior. Nos papéis principais tem Rosanne Mulholland, Jean Paulo Campos, Larissa Manoela, Maisa Silva, Fernanda Concon, Stefany Vaz, Aysha Benelli, Ana Zimerman, Nicholas Torres, Matheus Ueta, Konstantino Atan, Guilherme Seta, Thomaz Costa, Lucas Santos, Leo Belmonte e Esther Marcos. Recebeu menção honrosa no 16° Grande Prêmio do Cinema Brasileiro.

## Sinopse
Famosas por conta do sucesso do clipe de Panapaná na internet, as crianças chamam a atenção de uma estrela da música brasileira pop, amiga e colega de infância da Professora Helena (Rosanne Mulholland); Didi Mel (Miá Mello). Que decide convidar toda a galera da Escola Mundial para  cantar em um de seus shows. No entanto, o que tinha tudo para ser uma ótima excursão ganha ares de filme de terror quando os vilões Gonzales (Paulo Miklos) e Gonzalito (Oscar Filho), recém-saídos da prisão, decidem se vingar da turma e sequestrar Maria Joaquina (Larissa Manoela).

## Elenco

### Infantil
| Ator/Atriz        | Personagem            |
| ----------------- | --------------------- |
| Larissa Manoela   | Maria Joaquina Medsen |
| Jean Paulo Campos | Cirilo Rivera         |
| Maisa Silva       | Valéria Ferreira      |
| Fernanda Concon   | Alícia Gusman         |
| Nicholas Torres   | Jaime Palillo         |
| Stefany Vaz       | Carmen Carrilho       |
| Lucas Santos      | Paulo Guerra          |
| Ana Zimerman      | Marcelina Guerra      |
| Konstantino Atan  | Adriano Ramos         |
| Thomaz Costa      | Daniel Zapata         |
| Guilherme Seta    | Davi Rabinovich       |
| Gustavo Daneluz   | Mário Ayala           |
| Aysha Benelli     | Laura Gianolli        |
| Matheus Ueta      | Kokimoto Mishima      |
| Victória Diniz    | Bibi Smith            |
| Esther Marcos     | Margarida Garcia      |
| Leo Belmonte      | Jorge Cavalieri       |

### Adulto
| Ator/Atriz         | Personagem                  |
| ------------------ | --------------------------- |
| Rosanne Mulholland | Professora Helena Fernandes |
| Miá Mello          | Didi Mel                    |
| Oscar Filho        | Gonzalito                   |
| Paulo Miklos       | Gonzales                    |
| Noemi Gerbelli     | Diretora Olívia Veider      |
| Márcia de Oliveira | Graça                       |
| Fernando Benini    | Firmino Gonçalves           |
| Gustavo Wabner     | Renê Magalhães              |
| Elke Maravilha     | Dona Lelé                   |
| Orival Pessini     | Sr. Campos                  |
| Falcão             | Ele Mesmo                   |
| Carlos Bertolazzi  | Ele Mesmo                   |

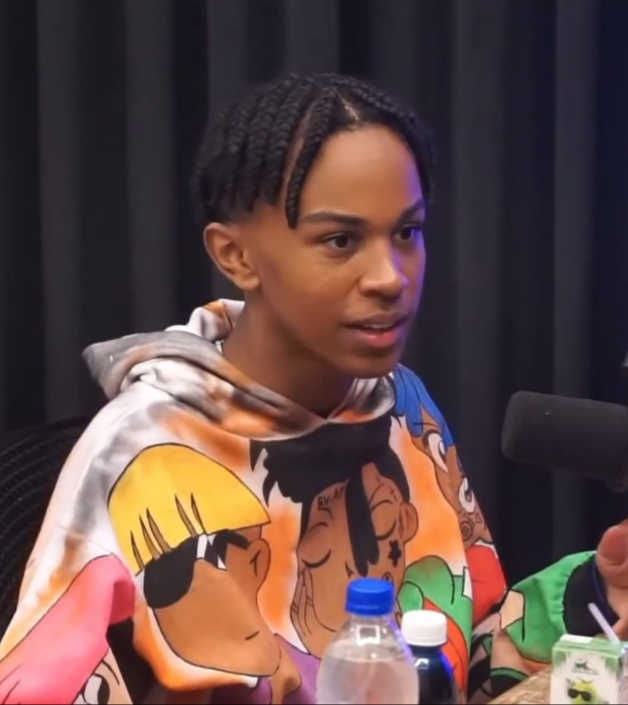
Jean Paulo Campos, Cirilo Rivera.
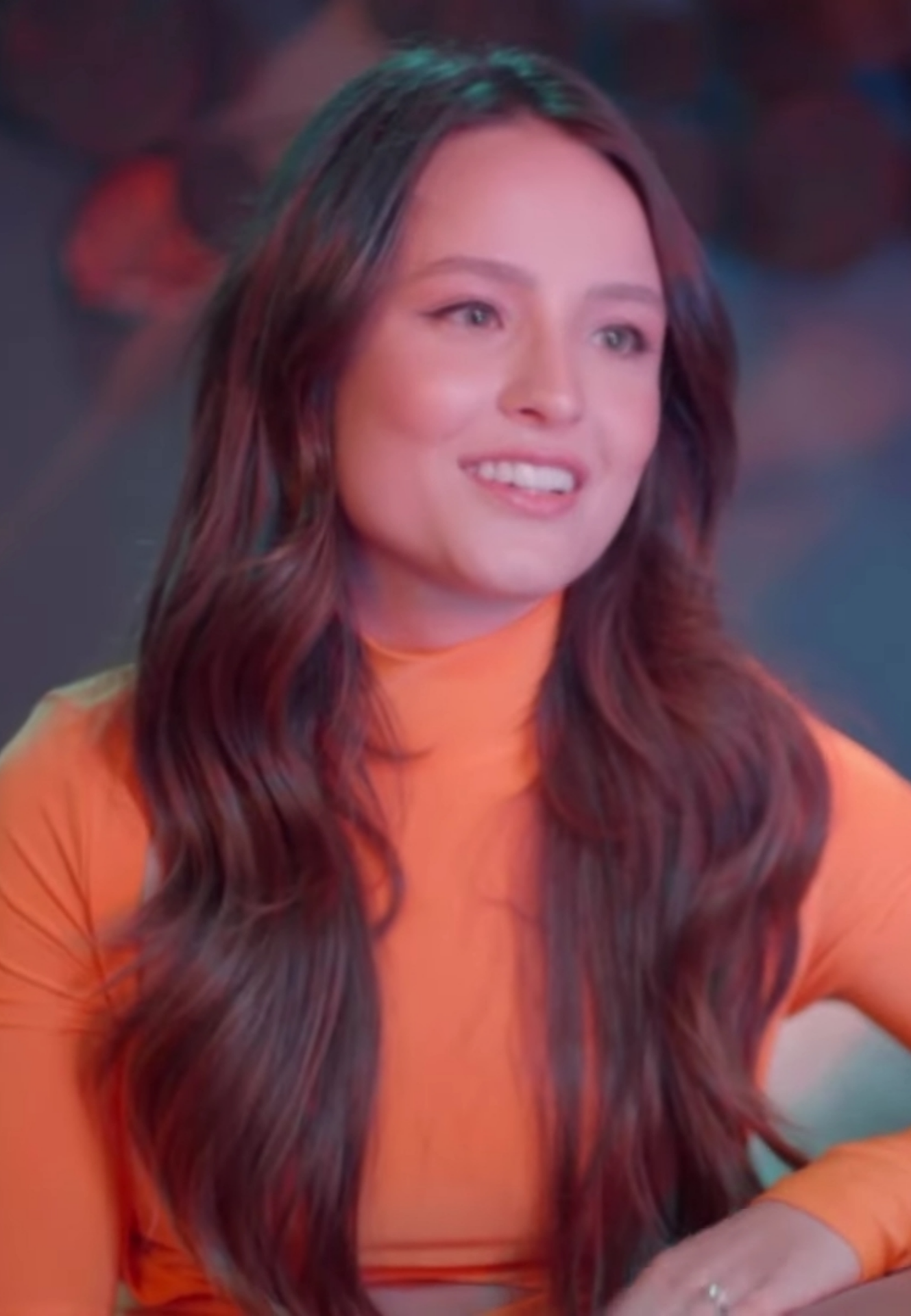
Larissa Manoela, Maria Joaquina Medsen.
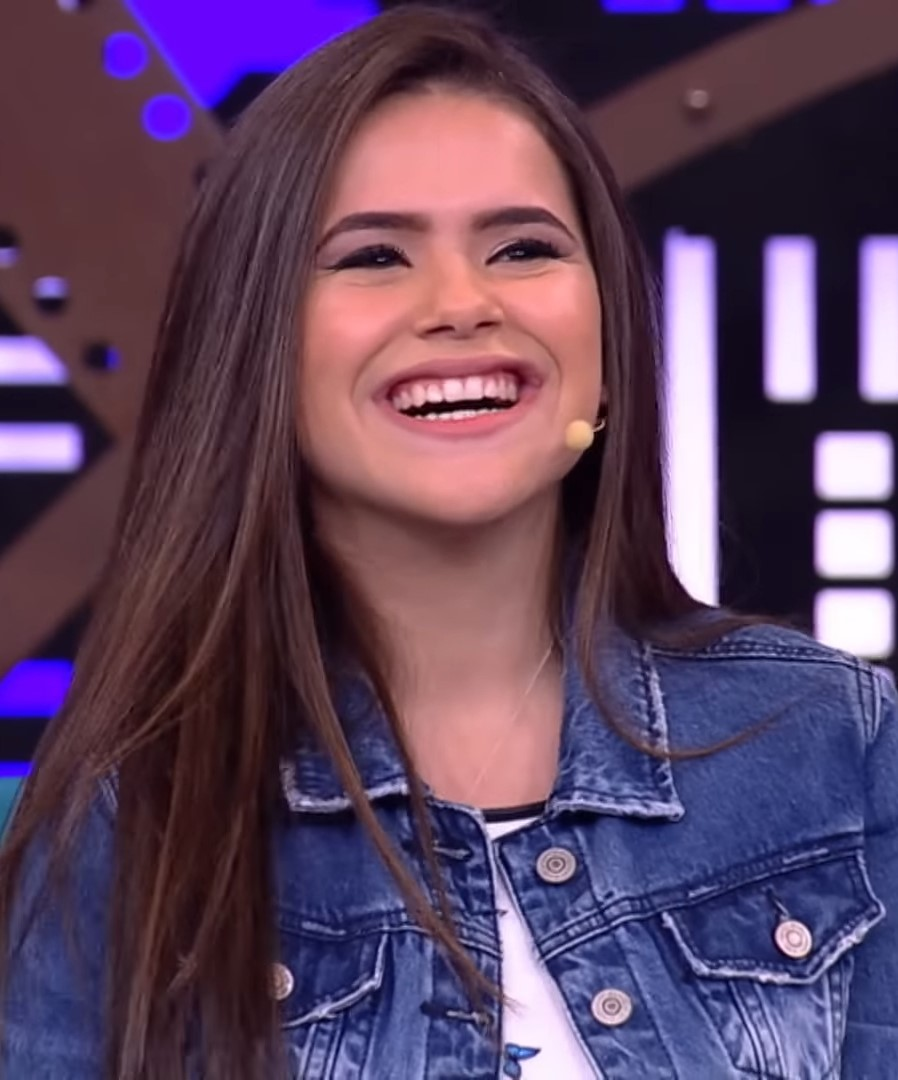
Maisa Silva, Valéria Ferreira.
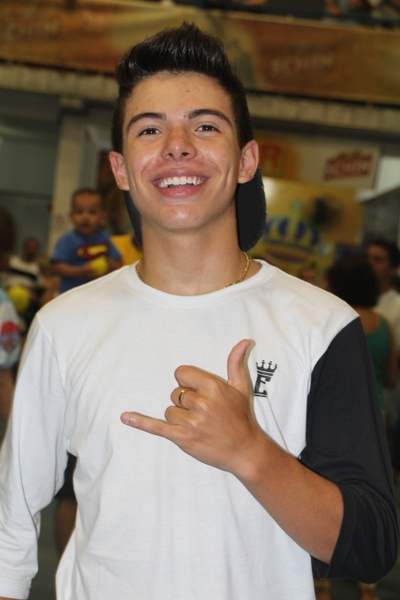
Thomaz Costa, Daniel Zapata.
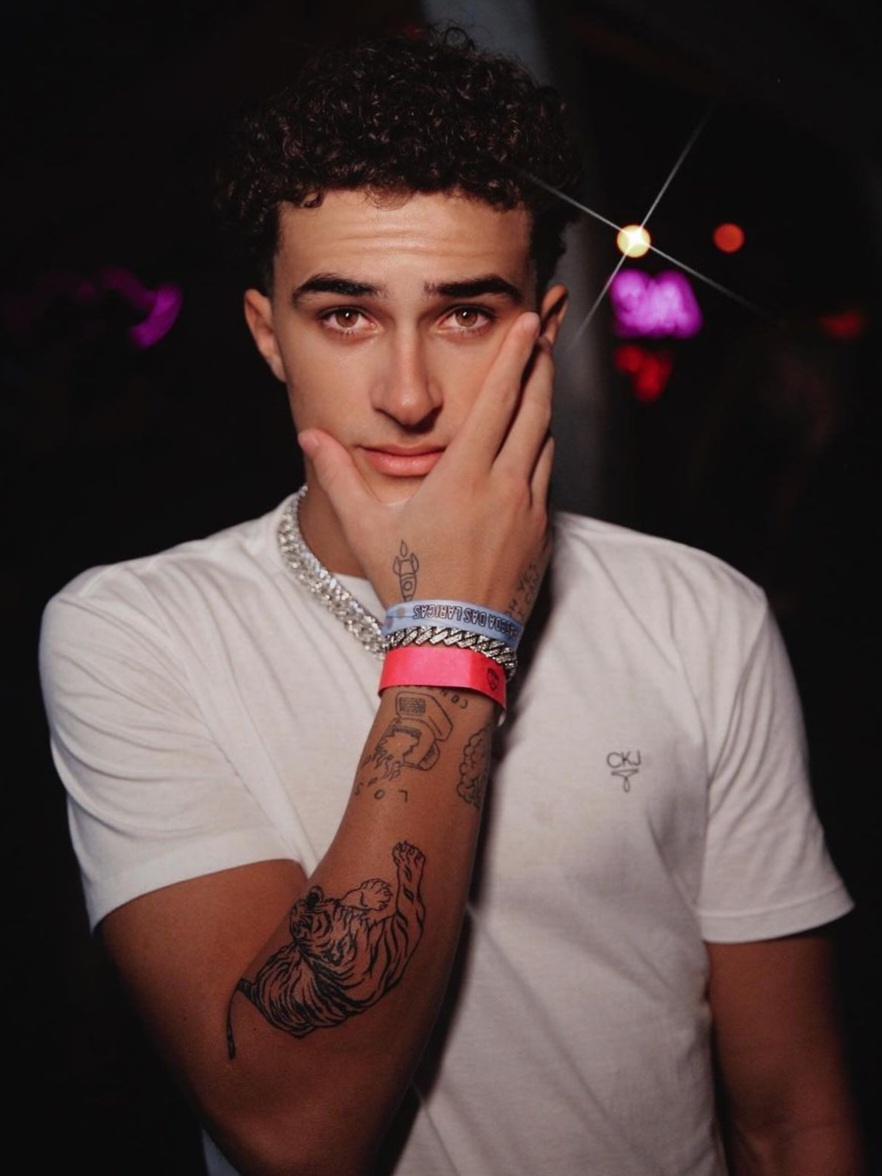
Guilherme Seta, Davi Rabinovich.
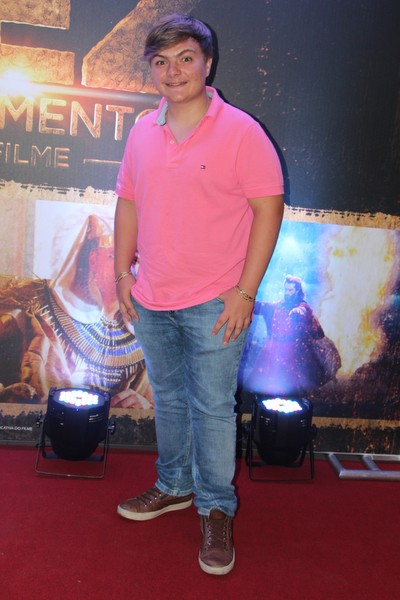
Konstantino Atan, Adriano.
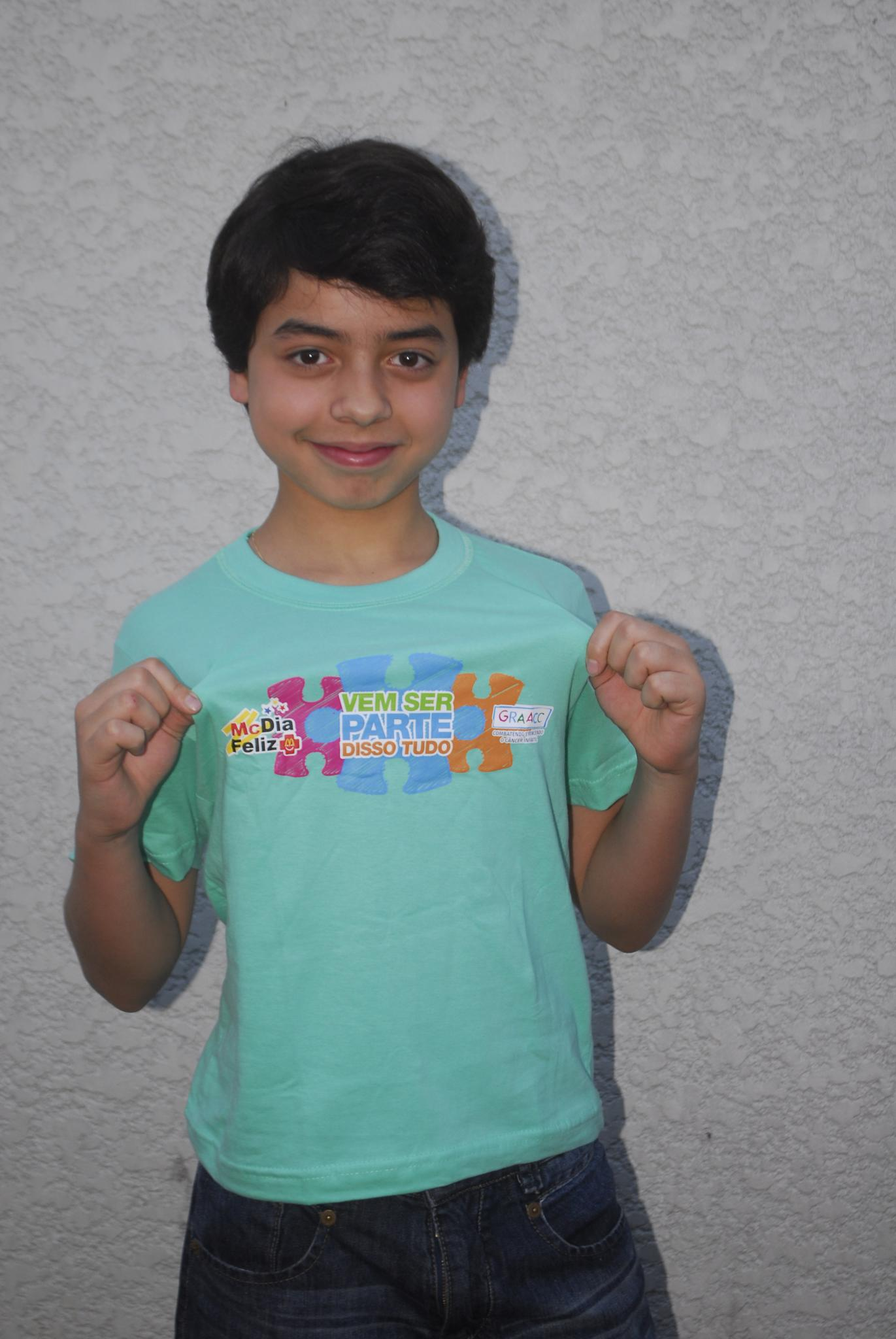
Gustavo Daneluz, Mário.
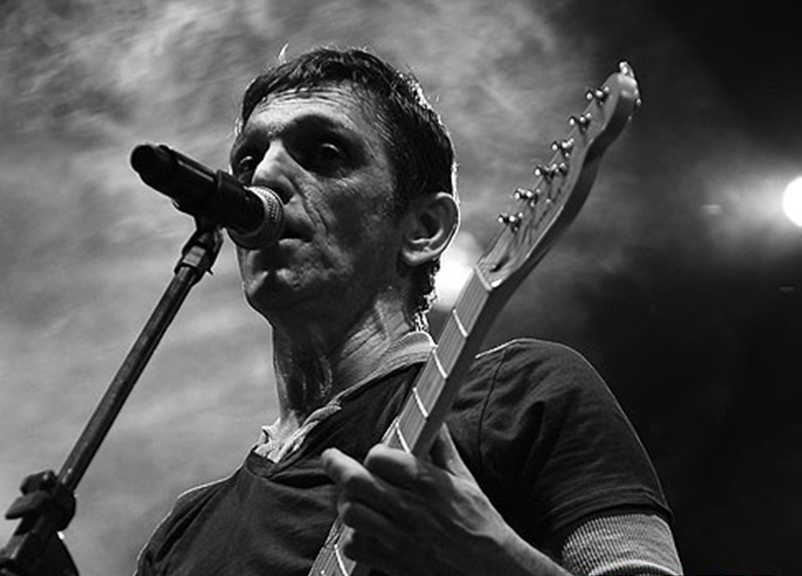
Paulo Miklos, Gonzales.
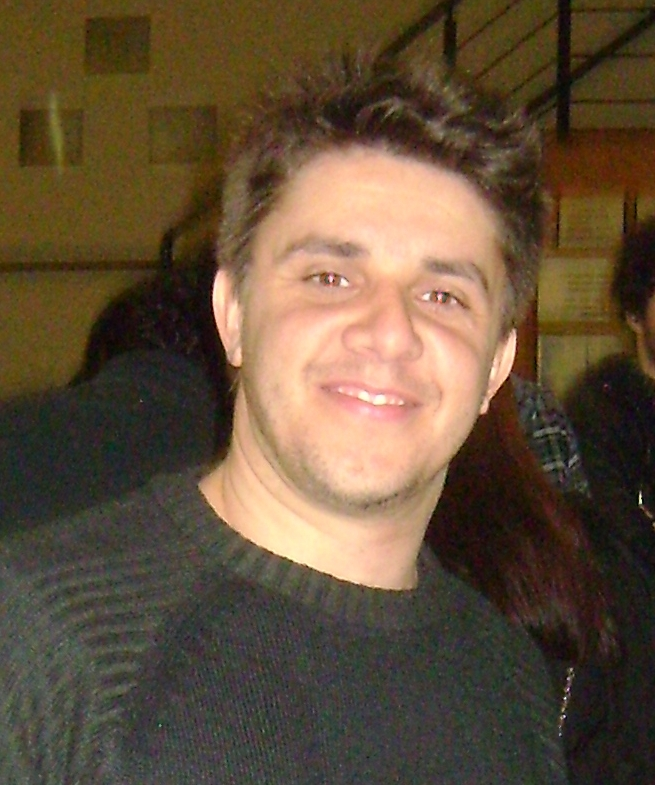
Oscar Filho, Gonzalito.

## Produção

### Antecedentes
A realização do longa-metragem foi feita com uma parceria do SBT Filmes, Televisa Cine, Paris Filmes, Downtown Filmes e RioFilme. O filme começou a ser gravado em São Paulo na penúltima semana de janeiro de 2016 decorrendo ao longo do verão. Nesta sequência, Maisa Silva alterou o visual de sua personagem. Rosanne Mulholland, que não participou do filme anterior retornou para interpretar a Professora Helena. Em 27 de janeiro foram divulgadas fotos das primeiras gravações. Inicialmente o filme foi divulgado com os títulos "Carrossel 2 - Uma Aventura na Cidade" e "Carrossel – O Filme 2".

### Divulgação
Em 3 de março foi divulgado o primeiro vídeo com uma prévia do filme. O primeiro trailer completo junto com o pôster foi divulgado na segunda metade de maio. Em 15 de junho, a pré-estreia do filme foi confirmada para iniciar-se em 1 de julho no Festival Risadaria, com classificação indicativa restrita para menores de 16 anos. O segundo trailer foi divulgado na última semana do outono.
No fim do outuno foi feita a primeira coletiva de imprensa do filme com elenco e parte da produção. No mesmo dia foi lançado o livro do filme. A pré-estreia também foi inserida na "Sessão Coca-Cola", do Cine Roxy, em Santos, no litoral de São Paulo. Ela ocorreu em 26 de junho com participação dos atores do filme. No início de julho parte do elenco participou do The Noite. Ainda no início do mês, foi divulgado que o filme teria uma sessão de pré-estreia gratuita em São Paulo, no Tietê Plaza Shopping.

### Controvérsia
Na primeira coletiva de imprensa, o diretor Mauricio Eça revelou que a música do cantor Biel ainda estaria na trilha sonora do filme, pois foi escolhida antes das polêmicas do cantor envolvendo acusações de assédio sexual estarem no auge de debates.

## Recepção

### Lançamento
A data de estreia oficial do filme ocorreu em 14 de julho de 2016. Porém foi divulgada a data de pré-estreia, 7 de julho, como lançamento oficial, com exceção dos sites com a programação do filme nos cinemas brasileiros.

### Crítica
Na Folha de S.Paulo, Mariana Galeno disse que as "crianças estão grandes demais em novo filme de 'Carrossel'". No Papo de Cinema, Robledo Milani disse que "não é nenhum marco na produção nacional e nem deverá mudar a vida de ninguém. Porém, serve com eficiência ao que se propõe: entreter com competência e agilidade. (...) Ainda que o mesmo e seus desdobramentos sejam esquecidos junto com o acender das luzes ao final da sessão."

### Bilheteria
No primeiro final de semana o filme foi assistido por 418 443 pessoas, totalizando 1 025 899 de bilhetes vendidos ao completar uma semana nos cinemas. A partir da segunda semana o número de ingressos vendidos passou a cair consecutivamente, finalizando com um público de 2 513 519 espectadores após oito semanas em cartaz.

## Prêmio
Em 2017, o longa recebeu 28 indicações para o 16° Grande Prêmio do Cinema Brasileiro. Recebeu menção honrosa.